# 反烏克蘭
反乌克兰，又稱恐烏、反烏克蘭情緒、乌克兰恐惧症（烏克蘭語：Українофобія）或反乌克兰主义，是对乌克兰人、烏克蘭文化、乌克兰语、乌克兰一國或以上所有事物抱有敌意的情緒。
现代学者把反乌克兰情绪分为两种类型。一种类型是基于种族或文化血统对乌克兰人的歧视、典型的仇外心理、种族主义以致更广泛的反斯拉夫情緒。另一类是从概念上否定乌克兰人作为一个实际的民族，否定乌克兰文化和语言，认为乌克兰文化和语言是“人为”或“非自然形成”。在20世纪初，几位俄罗斯民族主义作家断言，乌克兰人的身份和语言都是人为创造出来的，目的是爲了“破坏”俄罗斯。此后，有越來越多其他俄罗斯民族主义作家也提出了这一论点。令此類觀點仍于現代俄羅斯社會中流傳。

## 反烏媒體及文化作品
- 俄羅斯官媒
  - 俄羅斯衛星通訊社
- 72米（英语：72 Meters）[3]，俄羅斯導演弗拉基米爾·霍季年科（英语：Vladimir Khotinenko）電影作品